# Lundean's Nek
Le Lundean's Nek ou Lundin's Nek est un col de montagne routier qui relie par le Witteberg (la montagne Blanche en Afrikaans) la ville de Tele Bridge (au nord, à la frontière avec le Lesotho), avec la région de hauts-plateaux du New England (au sud) dans la province du Cap-Oriental en Afrique du Sud.
Le col se situe à proximité de la frontière entre l'Afrique du Sud et le Lesotho.

## Autres cols de haute montagne des environs

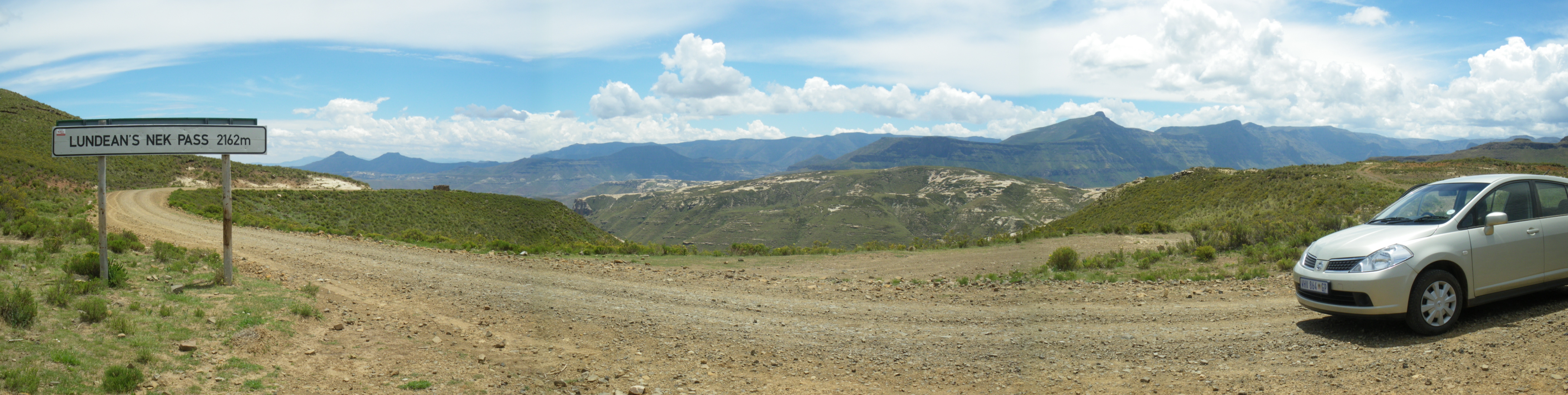
Les montagnes du Witberg au Lundean's Nek

- Naude's Nek (2 740 mètres)
- Col de Joubert (2 242 mètres)